# Порожний пробег
Порожний (холостой) пробег — движение транспортного средства без груза (пассажиров) от пункта выгрузки к пункту погрузки.

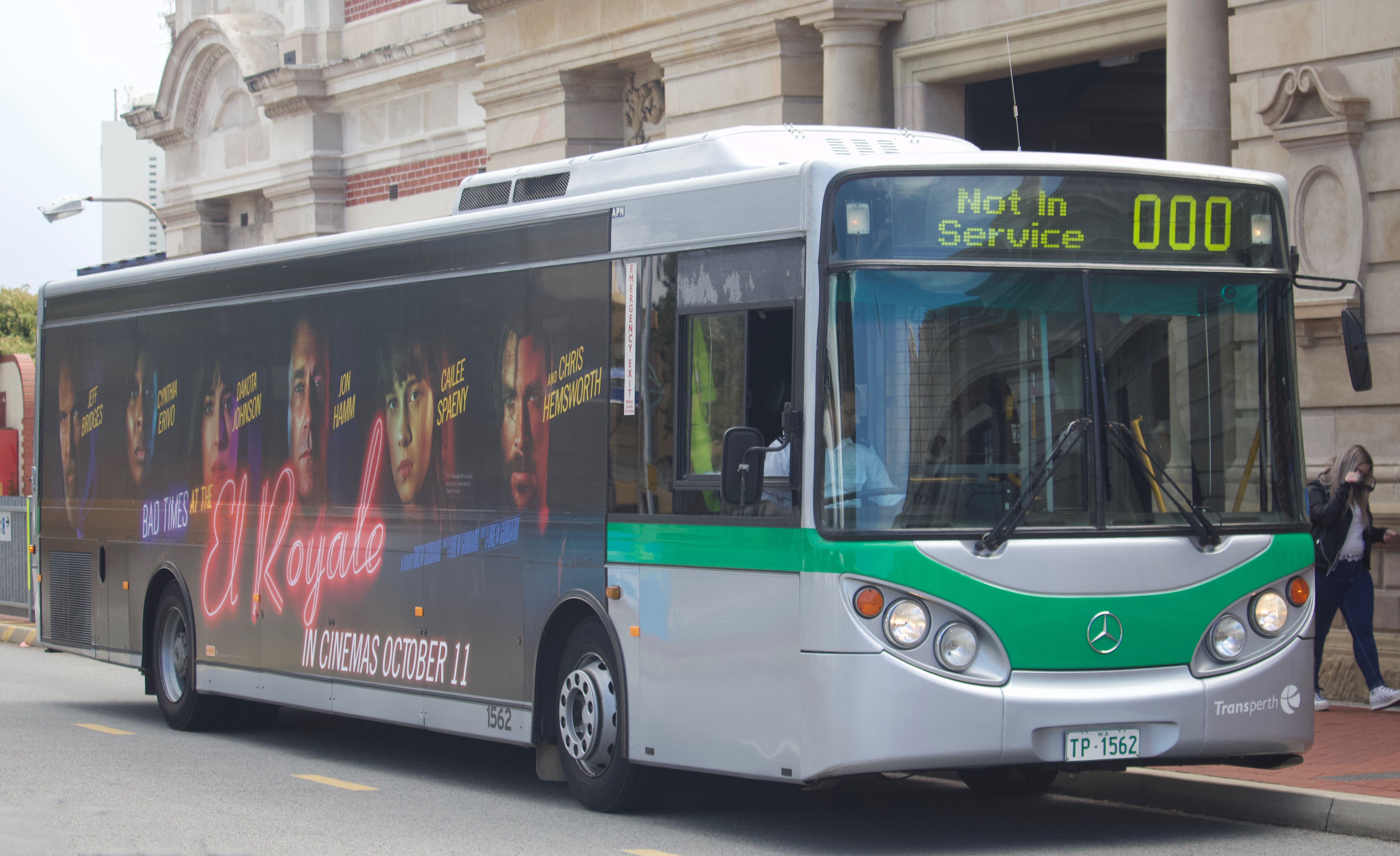
Пример порожнего пробега: автобус следует в парк

Он обусловлен неравномерностью грузопотока (пассажиропотока) по направлениям. Величина порожнего пробега связана с характером грузопотоков (пассажиропотоков). Особенно большая доля порожнего пробега свойственна для специальных видов подвижного состава железнодорожного транспорта, таких как нефтяные цистерны, которые при обратном следовании к месту погрузки обычно не могут загружаться каким-либо другим грузом. 
На железнодорожном транспорте коэффициент порожнего пробега вагонов определяется отношением пробегов порожних вагонов к пробегам гружёных вагонов или к их полному пробегу.
Показатель порожнего пробега используется при планировании работы транспорта и при определении и анализе себестоимости перевозок грузов. Сокращение порожнего пробега улучшает использование транспорта и повышает его доходность.